# نیکولو جیانتی
نیکولو جیانتی (انگلیسی: Niccolò Giannetti؛ زادهٔ ۱۲ مهٔ ۱۹۹۱) بازیکن فوتبال اهل ایتالیا است.
از باشگاه‌هایی که در آن بازی کرده‌است می‌توان به باشگاه فوتبال اسپتزیا، باشگاه فوتبال یوونتوس، باشگاه فوتبال چیتادلا، باشگاه فوتبال روبور سیه‌نا، باشگاه فوتبال کالیاری، و باشگاه فوتبال لیورنو اشاره کرد.
وی همچنین در تیم‌های ملی فوتبال زیر ۱۸ سال ایتالیا، زیر ۱۹ سال ایتالیا، زیر ۲۰ سال ایتالیا، و زیر ۲۱ سال ایتالیا بازی کرده‌است.